# 圣雅克代盖雷
圣雅克德盖雷（法語：Saint-Jacques-des-Guérets，法語發音：[sɛ̃ ʒak de ɡeʁɛ]）是法国卢瓦-谢尔省的一个市镇，位于该省西北部，属于旺多姆区。

## 地理
圣雅克德盖雷（47°46'28"N, 0°47'36"E）面积1.81 平方千米，位于法国中央-卢瓦尔河谷大区卢瓦-谢尔省，该省份为法国中北部省份，北起厄尔-卢瓦省，东北接卢瓦雷省，东南接谢尔省，南至安德尔省，西南接安德尔-卢瓦尔省，西北接萨尔特省。
与圣雅克德盖雷接壤的市镇（或旧市镇、城区）包括：阿尔坦、卢瓦河畔蒙图瓦尔、圣马丹德布瓦、泰尔奈、特罗。
圣雅克德盖雷的时区为UTC+01:00、UTC+02:00（夏令时）。

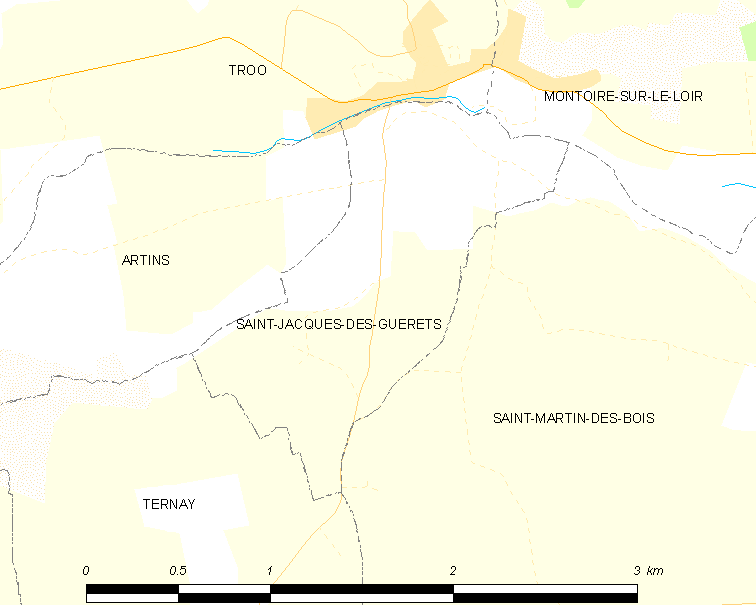
圣雅克德盖雷的OSM定位图

## 行政
圣雅克德盖雷的邮政编码为41800，INSEE市镇编码为41215。

## 政治
圣雅克德盖雷所属的省级选区为卢瓦河畔蒙图瓦尔县。

## 人口

1962-2008年间圣雅克德盖雷人口变化图示

圣雅克德盖雷于2022年1月1日时的人口数量为92人。